# セカイ
セカイは、日本の設計ユニット。建築設計事務所。横井創馬＋小野志門＋北川健太の共同主宰。 2012年、セカイ発足。
聖蹟桜ケ丘の曳家で第45回東京建築賞｜リノベーション賞受賞。
横井 創馬（よこい・そうま、1983年 東京生まれ）横井創馬建築設計事務所主宰。2018年に設立｡ 札幌市（仮称）松原ビルコンペで優秀賞。 西荻市庭 (YSディセンダンツビルⅡ、2018年）御殿山マンションリフォーム（2017年）など。日本大学理工学部建築学科卒業。大学卒業後､フランス・パリのSHIGERU BAN ARCHITECT EUROPEにて「タメディア本社」などの設計に携わる｡その後､SANAAにて様々な国際コンペティションの設計に携わる｡
小野 志門（おの・しもん、1983年 東京生まれ）日本大学理工学部建築学科卒業。卒業制作で日大AD奨励賞。大学院に進学し全国修士設計展迫賞受賞。透明に残る家で2008年ユニオン造形文化財団ユニオン造形デザイン賞受賞。
北川 健太（きたがわ・けんた、1983年 東京生まれ）日本大学理工学部建築学科卒業。
2019年、花沢地区ビジターセンタープロポーザル 最優秀賞受賞。「ニセカイジュウタク」で2018年三栄建築設計住宅設計競技最優秀賞受賞。2018年岩手県北上市保健・子育て支援複合施設プロポーザル 優秀賞受賞。